# Parafia św. Katarzyny w Tenczynku
Parafia św. Katarzyny w Tenczynku – parafia rzymskokatolicka w miejscowości Tenczynek, należąca do dekanatu krzeszowickiego w archidiecezji krakowskiej. Erygowana została w XIV w. Swoim zasięgiem obejmuje wsie Tenczynek i Rudno. Opiekę nad nią sprawują księża diecezjalni. Proboszczem jest ks. kan. Jerzy Gibas.
Funkcję kościoła parafialnego pełni zabytkowy kościół pw. św. Katarzyny. Parafia posiada ponadto kościół filialny w Rudnie pw. św. Rafała Kalinowskiego.
Odpust parafialny obchodzony jest trzykrotnie:
- w niedzielę po 25 listopada – dniu wspomnienia św. Katarzyny Aleksandryjskiej;
- 6 sierpnia – w święto Przemienienia Pańskiego (obraz Przemienienie Pańskie znajduje się w ołtarzu głównym kościoła parafialnego);
- w niedzielę po 20 listopada – dniu wspomnienia św. Rafała Kalinowskiego (odpust w Rudnie).